# سويسرا في العهد النابليوني
خلال حروب الثورة الفرنسية، سارت جيوش الثورة نحو الشرق، وأدخلت سويسرا في حروبها ضد النمسا. في عام 1798، اجُتِيحت سويسرا كاملةً من قِبل الفرنسيين، وغُيِّر اسمها إلى الجمهورية الهلفتية. واجهت الجمهورية الهلفتية مشاكل اقتصادية وسياسية حادة. في عام 1798، أصبحت البلاد ميداناً للحروب التي شنتها الثورة، والتي بلغت ذروتها في معركة زيورخ عام 1799.
في عام 1803، أعاد مرسوم نابليون للوساطة تأسيس الاتحاد السويسري وأعاد جزءاً من سيادة الكانتونات (تعادل الولايات في البلدان الأخرى)، وأصبحت الروافد السابقة والأراضي الحليفة في أرجاو وثورجو وغراوبوندون وسانت غالن وفود وتيسينو كانتونات تتمتع بحقوق متساوية.
أعاد مؤتمر فيينا لعام 1815 استقلال سويسرا بالكامل، ووافقت القوى الأوروبية على الاعتراف بشكل دائم بالحياد السويسري. في هذا الوقت، زِيدت أراضي سويسرا لمرة أخيرة بكانتونات فاليه ونيوتشاتيل وجنيف.
تميزت فترة «إعادة التأسيس»، وهي الفترة التي سبقت حرب ساوندربوند بالاضطراب، ومكافحة سكان الأرياف ضد استعباد المراكز الحضرية، على سبيل المثال في زيوربتش عام 1839.

## سقوط الحكومة القديمة
خلال السنوات الأخيرة للحكومة القديمة، أدت النزاعات عبر الاتحاد (المدن الارستقراطية ضد المزارع الريفية والبروتستانت ضد الكاثوليك والكانتون ضد الكانتون الآخر) إلى إضعاف البرلمان وتشتيت انتباهه. في باريس، كان نادي الهلفتيين، الذي أُنشئ عام 1790 من قِبل بعض سكان فود وفريبورغ المنفيين، مركزاً انتشرت منه أفكار الثورة الفرنسية في الجزء الغربي من الاتحاد. خلال السنوات الثمانية اللاحقة، اشتعلت الثورات عبر الاتحاد، وعلى عكس الثورات السابقة، كانت بمعظمها ناجحة، في عام 1970، ثارت منطقة فالايس الضعيفة ضد المناطق العليا. في عام 1791، تمردت بورينتري على أسقف بازل وأصبحت «جمهورية راوراكان» في نوفمبر 1792، وفي عام 1793، كان هناك تمرد في القسم الفرنسي من مونت تريبليه. في عام 1795، ثارت سانت غالن بنجاح ضد الأمير أبوت. دُعمت هذه الثورات أو شُجعت من قِبل فرنسا، لكن الجيش الفرنسي لم يهاجم الاتحاد بشكل مباشر.
بكل الأحوال، بعد النجاح الفرنسي في حرب التحالف الأول (1792-1797) ضد الجيوش الارستقراطية في بروسيا والنمسا، حان الوقت لمعركة مباشرة ضد الحكومة القديمة في سويسرا. في عام 1797، تمردت مناطق شيافينا، وفالتيلينا، وبورميو، التابعة لعصبة الثلاثة (شريكة في الاتحاد) بتشجيع من فرنسا. تم غزوهم سريعاً وضُمّوا إلى جمهورية سيسالبين في 10 أكتوبر 1797. في ديسمبر من ذات العام، احُتلت أسقفية بازل واستُولي عليها. في 9 ديسمبر 1797، طلب فريدريك سيزار دي لا هارب، وهو عضو في نادي الهلفتيين من فود، من فرنسا أن تغزو بيرن لحماية فود. وافقت فرنسا على طلبه، إذ رأت فرصة لإزالة جار إقطاعي والحصول ثروة بيرن. بحلول فبراير عام 1798، احتل الجنود الفرنسيون مولهاوس وبيال/بيان. في تلك الأثناء، دخل جيش آخر فود، وأُعلِن عن قيام جمهورية ليمن. تفكك البرلمان في حالة من القنط دون اتخاذ أي خطوات لتفادي العاصفة القادمة. في 5 مارس، دخل الجنود بيرن، إذ كانت مهجورة من حلفائها ومشتتة من المشاجرات داخلها. انهار الاتحاد مع وجود بيرن، معقل الارستقراطية، في أيدي الثائرين. في خلال شهر، كان الاتحاد تحت سيطرة فرنسا، واختفى كل الأعضاء المشتركين في الاتحاد.

## الجمهورية الهلفتية
في 12 أبريل 1798، أعلن 121 نائباً في الكانتون عن قيام الجمهورية الهلفتية «واحدة وغير قابلة للتجزئة». ألغت الحكومة الجديدة السيادة الكانتونية والحقوق الإقطاعية. أنشأت قوات الاحتلال دولة مركزية قائمة على أفكار الثورة الفرنسية.
قبل الجمهورية الهلفتية، امتلك كل كانتون سيادته الكاملة على إقليمه أو أراضيه. لم يخلو الأمر من القليل من السلطة المركزية، إذ كانت المسائل المتعلقة بالبلد ككل يقتصر حلها بشكل رئيسي على البرلمان، بالإضافة إلى اجتماع لكبار ممثلي الكانتونات.
أتى دستور الجمهورية الهلفتية بشكل رئيسي من تخطيط بيتر أوكس، وهو قاضٍ من بازل. أنشأ الدستور قاعتين تشريعيتين مركزيتين تتضمنان المجلس الكبير (بثمانية أعضاء لكل كانتون) ومجلس الشيوخ (أربعة أعضاء لكل كانتون). يتألف المجلس التنفيذي، المعروف باسم مجلس المديرين، من خمسة أعضاء. أكد الدستور أيضاً على المواطنة السويسرية، وعارض مواطنة الكانتون الواحد لدى الولادة. مع حصول الجنسية السويسرية على الحرية المطلقة للاستقرار في أي كانتون، أصبحت الكانتونات الآن تتألف من جميع السكان وليس فقط من البورغيس (أشخاص مُنتخبون أو غير مُنتخبون في بلدية ما)، ومع ذلك، بقيت المنشآت والممتلكات العامة مع البورغيس المحليين السابقين الذين تجمعوا معاً في برجرجينيدي.

### حروب الثورة الأولى في سويسرا
في عام 1799، أصبحت سويسرا ميدان معركة بين الجيوش الفرنسية والنمساوية والإمبراطورية الروسية، وكان السكان المحليون يدعمون بشكل رئيسي الاثنتين الأخيرتين، ورفضوا دعوات القتال مع الجيوش الفرنسية باسم الجمهورية الهلفتية.

#### معركة وينترثور
كانت معركة ونترثور (27 مايو 1799) حدثاً مهماً بين عناصر جيش الدانوب (جيش فرنسي تأسس عام 1799 بهدف منع أي عمليات توغل نمساوية)، وجيش الماسينا السويسري، وعناصر من جيش الهابسبرغ النمساوي، الذي يقوده فريدريك فريهر فون هوتزه سويسري الولادة. وقعت معركة ونترثور على بُعد 18 كيلومتراً (11 ميلاً) شمال زيورخ. وبسبب موقعها عند العقدة الواصلة لسبع طرق، تمكن الجيش الذي سيطر على البلدة من الوصول إلى معظم سويسرا، وتوجه نحو الراين إلى جنوب ألمانيا.
باعتبار أن العناصر الأولى من كلا الجيشين النمساويين رُبطا ببعضهما خلال معركة فراونفيلد قبل يومين؛ أرسل جيش الماسينا جنرال الفرقة المرقى حديثاً ميشل ناي وجزءاً من جيش الدانوب إلى ونترثور في 27 مايو لإيقاف التقدم النمساوي من شرق سويسرا. لو نجح النمساويون في توحيد جيش هوتزه مع ناويندروف مباشرة شمال زيورخ، وأرتشوك تشارليز الذي يتمركز في الشمال والغرب، لكان الفرنسيين سيحاصرون بشكل خطير في زيورخ.
في صباح يوم 27 مايو، جمع هوتزه قوته في ثلاث صفوف وسار باتجاه ونترثور. بالمقابل، نشر ميشيل ناي قوته حول المرتفعات، أو ما يسمى أوبر ونترثور، وهي حلقة من التلال المنخفضة على بعد حوالي ستة كيلومترات (أربعة أميال) شمال المدينة. أبلغ القائد العام للجبهة الأمامية، جان فيكتور ثارو، ناي أنه سيرسل فرقة جاي دي يو سولت لدعمه؛ فهم ناي من هذا أن عليه أن يصمد على طول خط القاعدة الأمامية بأكمله، وأنه لن يكون معزولاً. توقع أن تحصل قوته الصغيرة على تعزيزات من فرقة سولت. ونتيجة لذلك، وجه ناي أضعف فرقه، تحت قيادة تيودور ماكسيم جازان، للتحرك نحو وادٍ طويل باتجاه فراونفيلد، وفرقة أخرى، تحت قيادة دومنيك مانسوي روجيت، للإمساك بجهة اليمين، ومنع أي مناورة نمساوية.
بحلول منتصف الصباح، واجه حرس هوتزه المُعزز مقاومة فرنسية معتدلة أولاً من الفرقتين اللتين كانتا تحت تصرف ناي.  وسرعان ما اجتاحت القوات النمساوية الفرقة الأضعف واستولت على الغابات المحيطة بقرية إسليكون. بعد تأمين قرى جونديسشويل وشوتايكون وويزندامجين وستوجي، بالإضافة إلى غرب إسليكون، نشر هوتزه اثنين من صفوفه لمواجهة الجبهة الفرنسية، في حين تمركز ثالث في زاوية اليمين الفرنسي، كما توقع ناي أن يحصل. لم يظهر سولت أبداً (حوكم لاحقاً بسبب العصيان) وسحب ناي قواته من ونترثور، وأعاد تجميع صفوفه مع القوة الرئيسية لثارو في ضواحي زيور. بعد يوم، اتحدت قوة هوتزه مع القوة النمساوية الرئيسية لأرتشوك تشارلز.

### الحرب الأهلية ونهاية الجمهورية
وصلت حالة عدم الاستقرار في الجمهورية إلى ذروتها في عامي 1802 و1803، وتضمنت حرب ستيكليكغيرغ الأهلية لعام 1802. إلى جانب المقاومة المحلية، تسببت المشاكل المالية في انهيار الجمهورية الهلفتية، وأخذت حكومتها لجوءاً إلى لوزان. نتيجة الوضع غير المستقر، امتلكت الجمهورية الهلفتية ست دساتير خلال أربع سنوات.
في ذلك الوقت، استدعى نابليون بونابرت، الذي أصبح لاحقاً القنصل الأول لفرنسا، ممثلي الجانبين إلى باريس للتفاوض لإيجاد حل. على الرغم أن ممثلي الفيدرالية شكلوا أقلية في مؤتمر المصالحة، والمعروف باسم «هيلفتيك كانسولا»، وصف نابليون سويسرا أنها فيدرالية «بطبيعتها»، واعتبر أن من غير الحكمة وضع المنطقة في أي إطار دستوري آخر.

## إعادة التأسيس
في 20 مارس 1815، أٌعطيت بيرن مدينة بيال/بيان ومعظم الأراضي التي كان يملكها أسقف بازل كتعويض عن الأراضي المفقودة. مُنِحت فالتينيا، التي كانت مملوكة من قِبل غراوبندين، إلى النمسا. تُركت مولهاوزين (مولهاوس بالفرنسية) كجزء من فرنسا.
في 7 أغسطس 1815، دخلت المعاهدة حيز التنفيذ، وأدى جميع الكانتونات اليمين الدستورية للدستور الجديد باستثناء ندفالدن. وافقت ندفالدن فقط بموجب القوة العسكرية في 30 أغسطس، وعقاباُ على ذلك، خسرت إنغلبيرغ لصالح أوبفالدن. بموجب الدستور الجديد، اعُترِف بالكامل بالحقوق السيادية لكل كانتون، والعودة إلى حدود الدستور القديم، على الرغم من وجود أراضي غير خاضعة للحكم، ولم تكن الحقوق السياسية هي الامتياز الحصري لأي فئة معينة من المواطنين. كان لكل كانتون صوتاً واحداً في البرلمان، حيث كانت الغالبية المطلقة هي التي تقرر جميع المسائل باستثناء الشؤون الخارجية، حينها تكون هناك حاجة إلى أغلبية بثلاثة أرباع.